# Celastrina intensa
Celastrina intensa är en fjärilsart som beskrevs av Lambertus Johannes Toxopeus 1928. Celastrina intensa ingår i släktet Celastrina och familjen juvelvingar. Inga underarter finns listade i Catalogue of Life.